# جيمس سارجنت راسيل
جيمس سارجنت راسيل (بالإنجليزية: James Sargent Russell)‏ هو ضابط أمريكي، ولد في 22 مارس 1903 في تاكوما في الولايات المتحدة، وتوفي في 14 أبريل 1996 في ليكوود في الولايات المتحدة.

## وصلات خارجية
- جيمس سارجنت راسيل على موقع مونزينجر (الألمانية)